# Liste der Bodendenkmäler in Neustadt an der Waldnaab
Auf dieser Seite sind die Bodendenkmäler in der Oberpfälzer Gemeinde Neustadt an der Waldnaab zusammengestellt. Diese Tabelle ist eine Teilliste der Liste der Bodendenkmäler in Bayern. Grundlage ist die Bayerische Denkmalliste, die auf Basis des Bayerischen Denkmalschutzgesetzes vom 1. Oktober 1973 erstmals erstellt wurde und seither durch das Bayerische Landesamt für Denkmalpflege geführt wird. Die folgenden Angaben ersetzen nicht die rechtsverbindliche Auskunft der Denkmalschutzbehörde.

## Bodendenkmäler der Gemeinde Neustadt an der Waldnaab

### Gemarkung Altenstadt a.d.Waldnaab
| Lage                               | Objekt | Akten-Nr.     | Bild |
| ---------------------------------- | --- | ------------- | ---- |
| Altenstadt a.d.Waldnaab (Standort) | Mittelalterlicher Burgstall, archäologische Befunde des Mittelalters und der frühen Neuzeit im Bereich der Katholischen Wallfahrtskirche St. Anna in Mühlberg, darunter die Spuren von Vorgängerbauten bzw. älterer Bauphasen. | D-3-6238-0022 |      |
| Altenstadt a.d.Waldnaab (Standort) | Mesolithische Freilandstation. | D-3-6239-0048 |      |
| Altenstadt a.d.Waldnaab (Standort) | Spätpaläolithische und mesolithische Freilandstation, Siedlungen der Frühlatènezeit und der Völkerwanderungszeit. | D-3-6239-0049 |      |

### Gemarkung Neustadt a.d.Waldnaab
| Lage                             | Objekt | Akten-Nr.     | Bild |
| -------------------------------- | --- | ------------- | ---- |
| Neustadt a.d.Waldnaab (Standort) | Mesolithische Freilandstation, vorgeschichtliche Siedlung. | D-3-6238-0075 |      |
| Neustadt a.d.Waldnaab (Standort) | Archäologische Befunde des Mittelalters und der frühen Neuzeit in der historischen Altstadt von Neustadt a.d. Waldnaab.                                                                  | D-3-6239-0051 |      |
| Neustadt a.d.Waldnaab (Standort) | Archäologische Befunde im Bereich des sog. Alten Schlosses und des sog. Neuen Schlosses in Neustadt a.d. Waldnaab, darunter die untertägigen Spuren einer mittelalterlichen Burganlage.  | D-3-6239-0052 |      |
| Neustadt a.d.Waldnaab (Standort) | Archäologische Befunde und Funde im Bereich der Katholischen Pfarrkirche St. Georg in Neustadt a.d.Waldnaab, darunter die Spuren von Vorgängerbauten bzw. älteren Bauphasen.             | D-3-6239-0053 |      |
| Neustadt a.d.Waldnaab (Standort) | Untertägige Befunde der mittelalterlichen Stadtbefestigung von Neustadt a.d. Waldnaab.                                                                                                   | D-3-6239-0136 |      |
| Neustadt a.d.Waldnaab (Standort) | Untertägige Befunde der spätmittelalterlichen Vorstadtbefestigung von Neustadt a.d. Waldnaab.                                                                                            | D-3-6239-0137 |      |
| Neustadt a.d.Waldnaab (Standort) | Untertägige Befunde der frühen Neuzeit im Bereich der Katholischen Friedhofkapelle Hl. Dreifaltigkeit in Neustadt a.d. Waldnaab.                                                         | D-3-6239-0138 |      |
| Neustadt a.d.Waldnaab (Standort) | Untertägige Befunde der frühen Neuzeit im Bereich der Katholischen Wallfahrtskirche St. Felix in Neustadt a.d. Waldnaab, darunter die Spuren von Vorgängerbauten bzw. älteren Bauphasen. | D-3-6239-0139 |      |
| Neustadt a.d.Waldnaab (Standort) | Spätpaläolithische und mesolithische Freilandstation. | D-3-6239-0146 |      |